# Carlo Piastra
Carlo Piastra (Bologna, 24 febbraio 1984) è un politico italiano.
Nato a Bologna, cresciuto a Pianello Val Tidone e residente a Castel San Pietro Terme, è laureato in farmacia presso l'Università di Pavia.
Nel 2016 è stato nominato coordinatore regionale dei Giovani Padani.
Alle elezioni politiche del 2018 è stato candidato come capolista della Lega ed eletto alla Camera dei deputati nel collegio plurinominale Emilia-Romagna - 02.
Attualmente è membro della X Commissione Attività produttive, commercio e turismo della Camera dei Deputati e Vice Presidente della Commissione bicamerale per le questioni regionali.
Tra gli incarichi di partito ricoperti rileva quello di componente della segreteria federale di Matteo Salvini e di Commissario provinciale di Bologna.